# ویلیام ادوارد پاری
سِر ویلیام ادوارد پاری FRS‏ (William Edward Parry) (زادهٔ ۱۹ دسامبر ۱۷۹۰ – درگذشتهٔ ۸ ژوئیه ۱۸۵۵)، کاوشگر انگلیسی-ولزی شمالگان بود که به‌خاطر سفر اکتشافی ۱۸۱۹ – ۱۸۲۰ میلادی خود از طریق کانال پاری شناخته می‌شود، عبور از این کانال احتمالاً موفق‌ترین رویداد در راستای تقلای دیرین برای یافتن گذرگاه شمال‌غربی بود، گذرگاهی که در نهایت روئال آمونسن در ۱۹۰۶ میلادی به سختی از آن عبور‌کرد.
پاری در ۱۸۲۷ میلادی سعی نمود تا یکی از نخستین سفرهای اکتشافی را به قطب شمالی هدایت‌نماید. او به نقطه ۸۲° ۴۵' شمالی رسیده و رکوردی را برای رسیدن انسان به دورترین نقطه قطب شمال به‌نام خود ثبت کرد که تقریباً برای پنج دهه ماندگار بود تا اینکه رکورد وی با رسیدن آلبرت هیستینگز مارخام به نقطه ۸۳° ۲۰' شمالی در ۱۸۷۵ میلادی شکسته‌شد.

## اوایل زندگی
پاری در باث، سامرست زاده شد و فرزند کالیب هیلیر پاری و سارا ریگبی بود. او در مدرسه کینگ ادوارد آموزش‌دید.
او هنگامی که سیزده سال داشت به عنوان داوطلب کلاس-اول به ناو سرفرماندهی دریاسالار سِر ویلیام کورنوالیس در ناوگان کانال ملحق شد، در ۱۸۰۶ میلادی افسر دون پایه کشتی شد، در ۱۸۱۰ میلادی به ناوبان یکم کشتی سریع‌السیر الکساندر ترفیع نموده و سه سال بعدی را برای محافظت از حوزه شکار نهنگ اسپیتس‌برگن سپری کرد.
پاری از این فرصت برای مطالعه و بکارگیری مشاهدات ستاره‌شناختی در عرض‌های جغرافیایی شمالی بهره گرفت و بعداً نتایج مطالعات خود را در یک کتاب کوچک تحت عنوان ستاره‌شناسی دریایی در شب به چاپ رسانید. او از ۱۸۱۳ تا ۱۸۱۷ میلادی در پایگاه آمریکای شمالی خدمت‌کرد.

## اکتشاف شمالگان

### ۱۸۱۸ میلادی: خلیج بافین
فرماندهی کشتی سریع‌السیر الکساندر در ۱۸۱۸ میلادی، در جریان سفر اکتشافی شمالگان تحت رهبری کاپیتان جان راس، به وی داده شد. این سفر اکتشافی کرانه خلیج بافین را، بدون اینکه هیچ اکتشاف جدیدی ثبت نمایند، دنبال‌کرد.

### ۱۸۱۹ میلادی: نصف راه تا شمالگان
پاری و بسیاری دیگر معتقد بودند که راس با ورود به دریاراه لانکاستر در انتهای شمالی جزیره بافین و برگشتن از آنجا، اشتباه کرد. تاحدی در نتیجه اینکه فرماندهی یک سفر اکتشافی جدید در اچ‌ام‌اس هکلا که اچ‌ام‌اس گریپر کندتر تحت فرماندهی ماتیو لیدون آنرا را همراهی می‌کرد، به پاری داده شده بود. سایر افرادی که در این سفر اکتشافی حضور داشتند، شامل افسر علمی ادوارد سابین و فریدریک ویلیام بیچی بود. برای محافظت در مقابل یخ، کشتی‌ها با چوب بلوط ۳ انچی (۷٫۶ سانتی‌متر) مزین شده بودند، در سینه‌های خود لوحه‌های فلزی و در داخل خود تیر-عرضی داشتند.
آنها همچنین غذای خود را در قوطی‌های کنسرو انتقال دادند، این اختراع به حدی جدید بود که تا آن زمان هنوز هیچ قوطی‌بازکن وجود نداشت. به‌جای دنبال کردن مسیر آسان راس و دور زدن خلیج بافین خلاف عقربه ساعت، او مستقیماً به سمت دریاراه لانکاستر حرکت کرد. او با بازکردن راه خود در یخ، در ۲۸ ژوئیه به آب‌های باز رسیده و به سوی دریاراه لانکاستر رفت. او از دورترین نقطه‌ای که راس در غرب رفته بود، گذشته و به حرکت خود ادامه داد. راه او توسط یخ‌های هنگفت مسدود شد، اما او قبل از برگشتن، حدود ۱۰۰ مایل (۱۶۰ کیلومتر) به سمت جنوب در خلیجک پرنس ریجینت پیش‌رفت.
او که به حرکت خود به سمت غرب ادامه می‌داد، از نقطه ۱۱۰° غربی (حدود ۶۰۰ مایل (۹۷۰ کیلومتر) در غرب تنگه لانکاستر) عبور نموده و مستحق جایزه ۵٬۰۰۰ پوند شد که از طرف پارلمان بریتانیا پیشکش شده بود. در نهایت مسیر آنها توسط یخ بسته شد و آنها به مکانی بازگشت نمودند که پاری آنرا وینتر هاربر نامید، جاییکه در ساحل جنوبی جزیره ملویل و در نقطه ۱۰۷ یا ۱۰۸ درجه غربی موقعیت داشت. با بریدن یخ‌های که در مسیر آنها واقع می‌شد، کشتی‌ها در ۲۶ سپتامبر به لنگرگاه رسیدند.
آنها برای ۱۰ ماه بعدی با سردی شدید دست و پنجه نرم می‌کردند. سه ماه در آنجا تاریکی کامل حاکم بود و در سال نو، درجه حرارت به −۵۴ °F (−۴۸ °C) رسید. مردان با تمرین‌های روزمره مشغول نگه داشته می‌شدند و افسران نمایش‌ها را به نمایش گذاشته و یک روزنامه ترتیب دادند. نخستین مورد اسکوربوت در ژانویه گزارش شده و تا مارس فهرست بیماران به چهارده مرد رسید که نصف آنها اسکوربوت خفیف داشتند. پاری بذرهای خردل و تره تیزک را با خود آورده بود و آنها را در عرشه کشتی غرس کرد. برگ‌های این سبزی‌ها ظاهراً مفید بودند.
در اوایل ماه مارس نخستین آب ذوب‌شده ظاهر شده و تا حدی باعث هیجان شد، اما ضخامت یخ تا آخر ماه هنوز هم به ۶ فوت (۲ متر) می‌رسید. پاری در ماه ژوئن گروهی از مردان که یک گاری چوبی را می‌کشیدند به کرانه شمالی جزیره رهبری کرد، کرانه‌ای که او آنرا خلیج هکلا و گریپر نام نهاد. قبل از اینکه کشتی‌ها بتوانند لنگرگاه را ترک و وارد آب شود، اول ماه اوت شده بود. قبل از بازگشت به انگلستان، آنها تا نقطه ۱۱۳°۴۶' غربی به سمت غرب پیش رفته بودند. آنها در اکتبر ۱۸۲۰، در حالیکه تنها یک مرد را از دست داده بودند، به انگلستان بازگشتند.
سفر دریایی پاری که طی آن پاری سه ربع-راه تا مجمع‌الجزایر قطبی کانادا را از طریق کانال پاری طی کرده بود، احتمالاً تنها و پردستاوردترین سفر دریایی در راستای تقلا برای یافتن گذرگاه شمال‌غربی بود. لوک در سمت دیگر قرار داشت؛ سال ۱۸۱۹ به‌طور غیرمعمولی عاری از یخ بود و هیچ کشتی دیگر نتوانسته بود از مکانی که پاری در غرب رفته بود فراتر برود، تا اینکه سفر اکتشافی ادوارد بلیچر در ۱۸۵۰ میلادی این کار را انجام داد. داستان این سفر اکتشافی تحت عنوان یادداشت سفری دریایی برای کشف گذرگاه شمال‌غربی در ۱۸۲۱ میلادی ظاهر شد و ناشر جان موری، ۱٬۰۰۰ گینی برای آن پرداخت کرد. پس از بازگشت به انگلستان، ناوبان یکم پاری به درجه ناخدا دوم ترفیع داده شد. او در فوریه ۱۸۲۱ به عنوان همکار انجمن سلطنتی انتخاب شد.

### ۱۸۲۱ میلادی: سمت غرب حوضه فوکس
در آوریل ۱۸۲۱، او با فرماندهی کشتی اچ‌ام‌اس فری و در همراهی با کشتی اچ‌ام‌اس هکلا تحت فرماندهی جرج فرانسیس لیون، بار دیگر عازم شمالگان شد. سایر افرادی که او را در این سفر همراهی می‌کردند، شامل دانشمند و کشیش جرج فیشر، متصدی امور مالی و خاطرات‌نویس ویلیام هوپر، ناوبان یکم هنری پارکینز هوپنر و افسران دون پایه فرانسس کروزیر و جیمز کلارک راس بودند. تجارب به‌دست آمده از سفر دریایی قبلی در امر بهبود اوضاع مفید بود. چون قبلاً کشتی گریپر همتراز با کشتی هکلا نبود، این بار هر دو کشتی تقریباً هم‌تراز بوده و تمامی قطعات و تجهیزات آنها کاملاً با یکدیگر قابل تعویض بود. این بار آنها عایق چوب‌پنبه‌ای، دوشاخه چوب‌پنبه‌ای برای پنجره‌های کشتی و بخاری‌های پیشرفته که از زغال سنگ به عنوان انرژی استفاده می‌کردند و برای مقابله با سرما و چگالش در پایین‌ترین قسمت عرشه کشتی قرار داده شده بودند، داشتند. برای مردان لباس بهتری داده شده بود و آب لیمو، بجای بطری‌های شیشه‌ای، در بشکه‌ها ذخیره شده بود.
این بار، هدف سفر اکتشافی یافتن گذرگاهی در نزدیکی انتهای شمال‌غربی خلیج هادسون بود. پس از اینکه او به آهستگی راه خود را از تنگه هادسون باز کرد، مستقیماً به سمت غرب به تنگه منجمدشده حرکت نمود، تنگه‌ای که کریستوفر میدلتون آنرا در ۱۷۴۲ میلادی گذار ناپذیر خوانده بود. او در روزی که پوشیده از مه بود از تنگه منجمدشده عبور نموده و خود را در خلیج ریپلس (حالا ناوجات) یافت، اما پس از بررسی دوباره دریافت که این خلیج محصور به خشکه است. پس از آن او شتاب زده به سمت شمال‌شرق حرکت نمود، از کرانه شبه‌جزیره ملویل نقشه‌برداری کرده و زمستان را در یک کنج جزیره وینتر سپری کرد. او از مردمان اینویت آموخت که حرکت به سمت شمال کرانه در واقع حرکت به سوی غرب است.
لیون در ماه‌های مارس و مه، دو سفر اکتشافی را توسط سورتمه به مناطق درونی هدایت کرد. آنها که در ماه ژوئیه از یخ آزاد شده بودند، به سمت شمال حرکت نموده و تنگه فری و هکلا را پر از یخ یافتند. آنها منتظر ماندند تا یخ آب شود، اما این کار نشد. ناوبان یکم رید در ماه سپتامبر، ۱۰۰ مایل (۱۶۰ کیلومتر) در امتداد تنگه به سمت غرب سفر نموده و به خلیج بوتیا که پر از یخ بود رسید، انتهای شمالی مکانی که پاری در ۱۸۱۹ میلادی به آنجا رسیده بود. زمانی که یخ جدید شروع به شکل‌گیری کرد، آنها فاصله کوتاهی به سمت جنوب‌شرق رفته و زمستان را در ایگلولیک سپری کردند.
تا ۸ اوت، کشتی هنوز هم از یخ نجات نیافته بود. چون اواخر فصل بود و نشانه‌های از بیماری اسکوربوت نیز دیده می‌شد، پاری به خانه بازگشته و در اواسط اکتبر ۱۸۲۳ به شتلند رسید. در جریان غیابت وی، او در نوامبر ۱۸۲۱ به درجه بالاتر ترفیع داده شده بود و مدتی کوتاهی پس از بازگشت، به عنوان سرپرست آب‌نگار نیروی دریایی گماشته شد. سفرنامه او تحت عنوان سفرنامه سفر دومی و غیره در ۱۸۲۴ میلادی ظاهر شد.

### ۱۸۲۴ میلادی: از دست رفتن کشتی فری در خلیجک پرنس ریجینت
او در مه ۱۸۲۴ با کشتی هکلا در همراهی با هنری پارکینز هوپنر در کشتی فری لندن را ترک کرد. هوراشیو توماس آستین، جیمز کلارک راس، فرانسس کروزیر و ویلیام هوپر او را همراهی می‌نمودند. این بار، هدف خلیجک پرنس ریجینت در انتهای غربی جزیره بافین بود، جاییکه در ۱۸۱۹ میلادی یخ راه وی را مسدود کرده بود. از نظر حجم یخ، سال ۱۸۲۴ یک سال بد بود و آنها نتوانستند تا ۱۰ سپتامبر به دریاراه لانکاستر برسند. او وارد دریاراه پرنس ریجینت شد، اما پس از ۶۰ مایل (۹۷ کیلومتر) پیشروی در یخ، او مجبور شد زمستان را در جاییکه آنرا قلعه بوین نامید و در کرانه شرقی واقع شده بود، سپری نماید.
در اواخر ژوئیه ۱۸۲۵، آنها خود را از یخ نجات داده و ۶۰ مایل (۹۷ کیلومتر دیگر) به سمت جنوب پیشروی کردند، اما در این هنگام آنها با باد شدید و یخ روبرو شده و کشتی فری توسط باد به سمت غربی کرانه کشانده شده و در اثر فشار ناشی از باد تخریب گردید. پس از ۴۸ ساعت کار روی پمپ‌ها، آنها به‌طور عمدی تلاش نمودند تا کشتی را برای تعمیر به ساحل بکشانند. انبارهای کشتی هنوز خالی نشده بود، اما تا ۲۵ اوت روشن شده بود که تیرِ ته کشتی شکسته‌است و یخ‌های که به سرعت در حال شکل‌گیری بود آنها را مجبور نمود تا از تلاش بیشتر دست بکشند. بیشتر انبارها در ساحل رها شد، خدمه‌های آن بر کشتی هکلا سوار شده و در اکتبر ۱۸۲۵ به انگلستان بازگشتند. پاری تصور کرد که می‌توانست آب‌های باز در جنوب ناحیه‌ای که کشتی شکسته بود، را ببیند. او گزارش این سفر دریایی را در ۱۸۲۶ میلادی منتشر کرد.

## ارجاعات
1. 1 2 3 4  Chisholm 1911.
2. ↑  Voyages et découvertes outremer, A. Mangin, 1863
3. ↑  Fleming, Fergus (2018). “Scribes in Ice and Darkness: Polar Newspapers. ” The Book Collector I67/3: 422-442.
4. ↑  The Royal Society.